# جلیل‌آباد (ورامین)
جلیل‌آباد شهری از توابع بخش مرکزی شهرستان پیشوا در استان تهران است. جلیل‌آباد در حد فاصل جاده پیشوا به سمت شریف‌آباد قرار گرفته‌است و روستاهایی از قبیل غیاث آباد، یام، کهریزک و مندکان، قلعه نو جامکاران، صالح آباد، محمودآباد نو، محمودآباد کهنه، شوران، صالح آباد، شعیب آباد، شورقاضی، زواربید وعلی آباد و … شامل بخش جلیل‌آباد می‌شوند. در ابتدای شهر یک قلعه قدیمی وجود دارد که طبق گفته برخی قدمت آن به دوران ما قبل قاجار است. امامزاده عبداله جلیل‌آباد هم محل تجمع عزاداری و تدفین اموات و مراسم‌های روستاهای اطراف و مردم جلیل‌آباد می‌باشد.
مردم این شهر از دامداری و کشاورزی و بعضاً کارمند و نظامی می‌باشند.

## جمعیت
این شهر براساس سرشماری مرکز آمار ایران در سال ۱۳۸۵، جمعیت آن ۵٬۵۲۰ نفر (۱٬۳۲۲خانوار) بوده‌است.
از مهم‌ترین طایفه‌های این شهر خاندان کریمی، شصتی، ایل هداوند، میرزایی، کارخانه و کارخانه یوسفی و … می‌باشند.
در سالیان گذشته اسرای عراقی در منطقه جلیل‌آباد نگه داری می‌شدند.
جلیل‌آباد مهد ورزش اسب سواری می‌باشد.
جلیل‌آباد با توجه به اینکه روستای قدیمی و بزرگی بوده‌است اما از قدیم الایام در مرکز آن شعبه بانک صادرات و پاسگاه نیروی انتظامی در سه راهی جلیل‌آباد داشته‌است.
از چهره‌های سرشناس و پرورش یافته در این شهر افرادی چون مصطفی کارخانه (مربی والیبال)، محمد هداوند حیدری (مربی تکواندو) می‌باشند.